# Tunesië op de Olympische Zomerspelen 1972
Tunesië nam deel aan de Olympische Zomerspelen 1972 in München, West-Duitsland. Voor de derde keer op rij werd ten minste één medaille gewonnen.

## Medaillewinnaars

### 2Zilver
- Mohammed Gammoudi - Atletiek, mannen 5000m

## Deelnemers en resultaten per onderdeel

### Atletiek
Mannen, 800 meter
- Mansour Guettaya
  - Serie - 1:49.4
  - Halve finale - 1:49.8 (→ ging niet verder)

Mannen, 1.500 meter
- Mansour Guettaya
  - Serie - 3:43.9 (→ ging niet verder)

### Boksen
Mannen, tot 51 kg
- Ali Gharbi
  - Eerste ronde - bye
  - Tweede ronde - verloor van Tim Dement (USA), 0:5

Mannen lichtmiddengewicht (- 71 kg)
- Mohamed Majeri
  - Eerste ronde - bye
  - Tweede ronde - versloeg Issoufou Habou (NIG), 5:0
  - Derde ronde - versloeg Alan Jenkinson (AUS), 5:0
  - Kwartfinale - verloor van Dieter Kottysch (FRG), 0:5

### Handbal

#### Mannentoernooi
- Voorronde
  - Verloor van Tsjecho-Slowakije (7-25)
  - Verloor van Oost-Duitsland (9-21)
  - Verloor van IJsland (16-27)
- Kwalificatiewedstrijden
  - 13e/16e plaats: Verloor van Denemarken (21-29)
  - 15e/16e plaats: Verloor van Spanje (20-23) → 16e en laatste plaats

### Volleybal

#### Mannentoernooi
- Voorronde (Groep A)
  - Verloor van Sovjet-Unie (0-3)
  - Verloor van Polen (0-3)
  - Verloor van Tsjecho-Slowakije (0-3)
  - Verloor van Zuid-Korea (0-3)
  - Verloor van Bulgarije (0-3)
- Klassificatiewedstrijd
  - Verloor van West-Duitsland (1-3)
- Spelers
  - Mohamed Ben Cheikh
  - Moncef Ben Soltane
  - Samir Lamouchi
  - Hamouda Ben Messaoud
  - Raja Hayder
  - Naceur Bounatouf
  - Oueil Behi Mohamed
  - Abdelaziz Derbal
  - Rafik Ben Amor
  - Abdelaziz Bousarsar
  - Naceur Ben Othman

### Worstelen
- Habib Dlimi

Afghanistan · Albanië · Algerije · Amerikaanse Maagdeneilanden · Argentinië · Australië · Bahama's · Barbados · België · Bermuda · Birma · Bolivia · Bondsrepubliek Duitsland · Brazilië · Brits-Honduras · Bulgarije · Canada · Ceylon · Chili · Colombia · Congo-Brazzaville · Costa Rica · Cuba · Dahomey · Denemarken · Dominicaanse Republiek · Duitse Democratische Republiek · Ecuador · Egypte · El Salvador · Ethiopië · Fiji · Filipijnen · Finland · Frankrijk · Gabon · Ghana · Griekenland · Groot-Brittannië · Guatemala · Guyana · Haïti · Hongarije · Hongkong · Ierland · IJsland · India · Indonesië · Iran · Israël · Italië · Ivoorkust · Jamaica · Japan · Joegoslavië · Kameroen · Kenia · Khmerrepubliek · Koeweit · Lesotho · Libanon · Liberia · Liechtenstein · Luxemburg · Madagaskar · Malawi · Maleisië · Mali · Malta · Marokko · Mexico · Monaco · Mongolië · Nederland · Nederlandse Antillen · Nepal · Nicaragua · Nieuw-Zeeland · Niger · Nigeria · Noord-Korea · Noorwegen · Oeganda · Oostenrijk · Opper-Volta · Pakistan · Panama · Paraguay · Peru · Polen · Portugal · Puerto Rico · Roemenië · San Marino · Saoedi-Arabië · Senegal · Singapore · Soedan · Somalië · Sovjet-Unie · Spanje · Suriname · Swaziland · Syrië · Taiwan · Tanzania · Thailand · Togo · Trinidad en Tobago · Tsjaad · Tsjecho-Slowakije · Tunesië · Turkije · Uruguay · Venezuela · Verenigde Staten · Vietnam · Zambia · Zuid-Korea · Zweden · Zwitserland